# William Gibson (cónego)
William Gibson DD (1717 - 1754) foi um cónego de Windsor de 1746 a 1754 e arquidiácono de Essex de 1747 a 1752.

## Carreira
Ele foi educado em Christ Church, Oxford e formou-se BA em 1737, MA em 1740, BD e DD em 1751.
Ele foi nomeado:
- Reitor de Thorley, Hertfordshire
- Reitor de Gilston, Hertfordshire
- Reitor de St. Botolph Bishopsgate 1743 - 1752
- Reitor de St Martin Ludgate 1741 - 1743
- Prebendário de Rugmere em São Paulo 1741-1743
- Prebendário de Kentish Town em St Paul's 1742-1746
- Prebendário de Chamberlainwood em St Paul's 1742-1746
- Arquidiácono de Essex 1747 - 1752

Ele foi nomeado para a oitava bancada na Capela de São Jorge, Castelo de Windsor em 1746 e ocupou a canonaria até 1754.